# Romagné
Pour les articles homonymes, voir Romagne.
Romagné est une commune française située dans le département d'Ille-et-Vilaine en région Bretagne, peuplée de 2 434 habitants (les Romagnéens).

## Géographie

### Communes limitrophes
|                          | Saint-Germain-en-Coglès |          |
| Saint-Sauveur-des-Landes | Romagné                 | Lécousse |
| La Chapelle-Saint-Aubert | Billé                   | Javené   |

### Hydrographie
Pour un article plus général, voir Réseau hydrographique d'Ille-et-Vilaine.
La commune est située dans le bassin Loire-Bretagne. Elle est drainée par le Couesnon, la Minette, l'aqueduc souterrain, le couard, le Moulin de la Charrière, le ruisseau de Bonne fontaine, le ruisseau de l'aunay, le ruisseau de Touru, le ruisseau de Vau clairet et le ruisseau de Vaugarny, et un autre petit cours d'eau,.
Le Couesnon, d'une longueur de 97 km, prend sa source dans la commune de Saint-Pierre-des-Landes et se jette  dans la Manche au niveau du Mont-Saint-Michel, après avoir traversé 25 communes. 

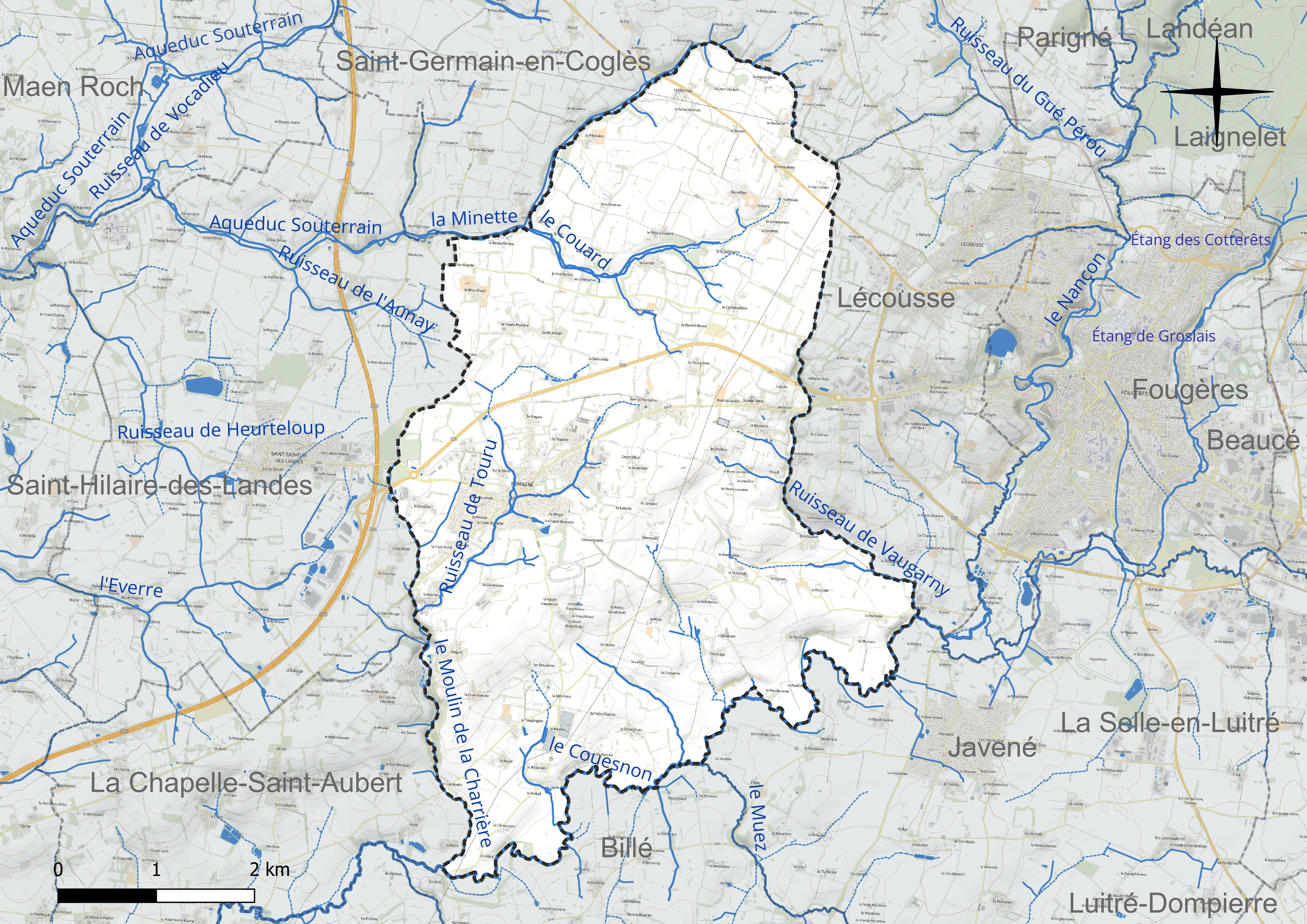
Réseau hydrographique de Romagné.

La Minette, d'une longueur de 25 km, prend sa source dans la commune  et se jette  dans le Couesnon à Vieux-Vy-sur-Couesnon, après avoir traversé onze communes. 

### Climat
Pour des articles plus généraux, voir Climat de la Bretagne et Climat d'Ille-et-Vilaine.
En 2010, le climat de la commune est de type climat océanique franc, selon une étude du CNRS s'appuyant sur une série de données couvrant la période 1971-2000. En 2020, Météo-France publie une typologie des climats de la France métropolitaine dans laquelle la commune est exposée à un climat océanique et est dans la région climatique  Bretagne orientale et méridionale, Pays nantais, Vendée, caractérisée par une faible pluviométrie en été et une bonne insolation. Parallèlement l'observatoire de l'environnement en Bretagne publie en 2020 un zonage climatique de la région Bretagne, s'appuyant sur des données de Météo-France de 2009. La commune est, selon ce zonage, dans la zone « Intérieur Est », avec des hivers frais, des étés chauds et des pluies modérées.  
Pour la période 1971-2000, la température annuelle moyenne est de 10,9 °C, avec une amplitude thermique annuelle de 13 °C. Le cumul annuel moyen de précipitations est de 896 mm, avec 13,8 jours de précipitations en janvier et 8,3 jours en juillet. Pour la période 1991-2020, la température moyenne annuelle observée sur la station météorologique la plus proche, située sur la commune de Fougères à 6 km à vol d'oiseau, est de 11,9 °C et le cumul annuel moyen de précipitations est de 939,1 mm,. Pour l'avenir, les paramètres climatiques de la commune estimés pour 2050 selon différents scénarios d'émission de gaz à effet de serre sont consultables sur un site dédié publié par Météo-France en novembre 2022.

## Urbanisme

### Typologie
Au 1er janvier 2024, Romagné est catégorisée bourg rural, selon la nouvelle grille communale de densité à sept niveaux définie par l'Insee en 2022.
Elle appartient à l'unité urbaine de Romagné, une agglomération intra-départementale regroupant deux  communes, dont elle est ville-centre,,. Par ailleurs la commune fait partie de l'aire d'attraction de Fougères, dont elle est une commune de la couronne,. Cette aire, qui regroupe 26 communes, est catégorisée dans les aires de 50 000 à moins de 200 000 habitants,.

### Occupation des sols
L'occupation des sols de la commune, telle qu'elle ressort de la base de données européenne d'occupation biophysique des sols Corine Land Cover (CLC), est marquée par l'importance des territoires agricoles (95,3 % en 2018), en diminution par rapport à 1990 (97,6 %). La répartition détaillée en 2018 est la suivante : 
terres arables (37,5 %), prairies (32,6 %), zones agricoles hétérogènes (25,2 %), zones urbanisées (4,4 %), mines, décharges et chantiers (0,4 %). L'évolution de l'occupation des sols de la commune et de ses infrastructures peut être observée sur les différentes représentations cartographiques du territoire : la carte de Cassini (XVIIIe siècle), la carte d'état-major (1820-1866) et les cartes ou photos aériennes de l'IGN pour la période actuelle (1950 à aujourd'hui).

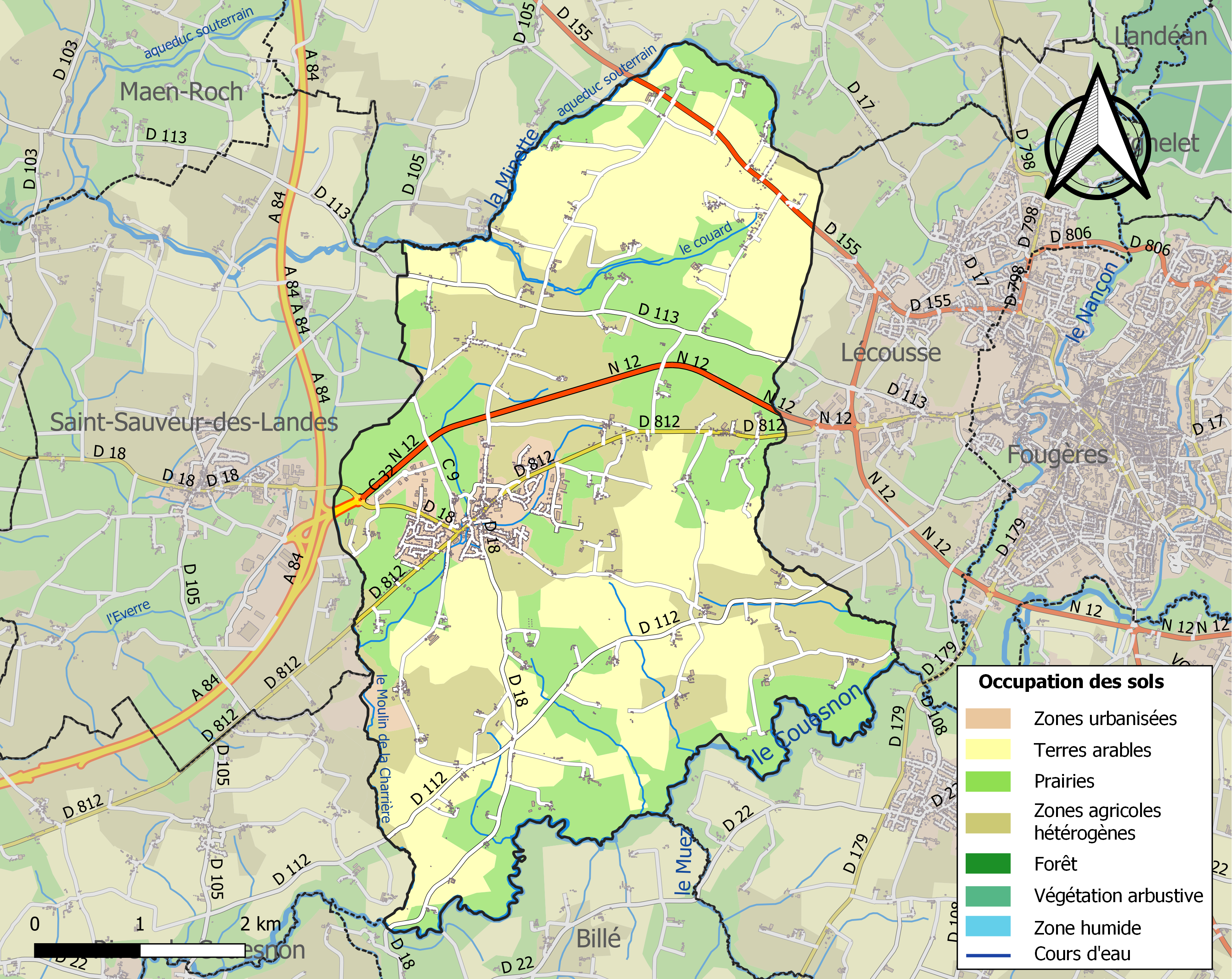
Carte des infrastructures et de l'occupation des sols de la commune en 2018 (CLC).

## Toponymie

### Attestations anciennes[26],[27]
Romaniacum, Rommaneium (1197)
Romaigneium (XIIIe siècle)
Rummagneium (XIVe siècle)
Romagneyum (1516)

### Étymologie
Nom de domaine gallo-romain en -acum basé sur l'anthroponyme latin Romanius,.

## Histoire
La commune est favorable aux Chouans pendant la Révolution française. Elle est le théâtre de la bataille de Romagné le 11 janvier 1796 lors de la Chouannerie.

## Héraldique
| Blason de Romagné | Blason  | Écartelé : au premier et au quatrième d'argent chargé de trois mouchetures d'hermine de sable, au deuxième d'or à la hure de sanglier arrachée de sable, allumée et défendue du champ, au troisième d'or à la branche de fougère feuillée de deux pièces de sinople. |
| Blason de Romagné | Détails | |

## Politique et administration
| Période                                  | Période        | Identité                     | Étiquette | Qualité                                                                    |
| ---------------------------------------- | -------------- | ---------------------------- | --------- | -------------------------------------------------------------------------- |
| Mai 1800                                 | Septembre 1815 | Toussaint Couasnon           |           |                                                                            |
| Septembre 1815                           | Septembre 1830 | Jean Roussel                 |           |                                                                            |
| Septembre 1830                           | Août 1838      | Pierre Bouëssel de Lécoussel |           |                                                                            |
| Août 1838                                | Septembre 1870 | Jean Hubert                  |           |                                                                            |
| Septembre 1870                           | Septembre 1871 | Pierre Tual                  |           |                                                                            |
| septembre 1871                           | mars 1883      | Jean Denoual                 |           |                                                                            |
| mars 1883                                | mai 1904       | Jean Roussel (1828-1904)     |           |                                                                            |
| mai 1904                                 | mai 1912       | Pierre Tancerel              |           |                                                                            |
| mai 1912                                 | ?              | Joseph Le Pays du Teilleul   |           |                                                                            |
| ?                                        | juin 1934      | Pierre Cherel                |           |                                                                            |
| juin 1934                                | septembre 1939 | René Le Pays du Teilleul     |           |                                                                            |
| septembre 1939                           | avril 1940     | Jean Delatouche              |           |                                                                            |
| avril 1940                               | juillet 1941   | Joseph Collin                |           |                                                                            |
| juillet 1941                             | juin 1968      | Pierre Monthorin             |           |                                                                            |
| juin 1968                                | juin 1995      | Gilles Le Pays du Teilleul   | UDF-CDS   | Agriculteur, maire honoraire Conseiller régional de Bretagne (1988 → 1992) |
| juin 1995                                | mars 2008      | Nicole Thanguy               | UMP       | Laborantine                                                                |
| mars 2008                                | 26 mai 2020    | Pierre Gautier               | DVD       | Agriculteur, maire honoraire                                               |
| 26 mai 2020                              | En cours       | Cécile Parlot                |           | Retraitée                                                                  |
| Les données manquantes sont à compléter. |                |                              |           |                                                                            |

## Démographie
L'évolution du nombre d'habitants est connue à travers les recensements de la population effectués dans la commune depuis 1793. Pour les communes de moins de 10 000 habitants, une enquête de recensement portant sur toute la population est réalisée tous les cinq ans, les populations de référence des années intermédiaires étant quant à elles estimées par interpolation ou extrapolation. Pour la commune, le premier recensement exhaustif entrant dans le cadre du nouveau dispositif a été réalisé en 2006.
En 2022, la commune comptait 2 434 habitants, en évolution de +2,44 % par rapport à 2016 (Ille-et-Vilaine : +5,46 %, France hors Mayotte : +2,11 %).
| 1793  | 1800  | 1806  | 1821  | 1831  | 1836  | 1841  | 1846  | 1851  |
| ----- | ----- | ----- | ----- | ----- | ----- | ----- | ----- | ----- |
| 1 820 | 1 658 | 1 663 | 1 727 | 1 830 | 1 867 | 1 808 | 1 800 | 1 781 |

| 1856  | 1861  | 1866  | 1872  | 1876  | 1881  | 1886  | 1891  | 1896  |
| ----- | ----- | ----- | ----- | ----- | ----- | ----- | ----- | ----- |
| 1 759 | 1 705 | 1 655 | 1 565 | 1 600 | 1 569 | 1 653 | 1 572 | 1 593 |

| 1901  | 1906  | 1911  | 1921  | 1926  | 1931  | 1936  | 1946  | 1954  |
| ----- | ----- | ----- | ----- | ----- | ----- | ----- | ----- | ----- |
| 1 589 | 1 581 | 1 550 | 1 316 | 1 278 | 1 287 | 1 274 | 1 261 | 1 231 |

| 1962  | 1968  | 1975  | 1982  | 1990  | 1999  | 2006  | 2011  | 2016  |
| ----- | ----- | ----- | ----- | ----- | ----- | ----- | ----- | ----- |
| 1 149 | 1 113 | 1 311 | 1 581 | 1 591 | 1 605 | 1 921 | 2 220 | 2 376 |

| 2021  | 2022  | - | - | - | - | - | - | - |
| ----- | ----- | - | - | - | - | - | - | - |
| 2 440 | 2 434 | - | - | - | - | - | - | - |

## Lieux et monuments

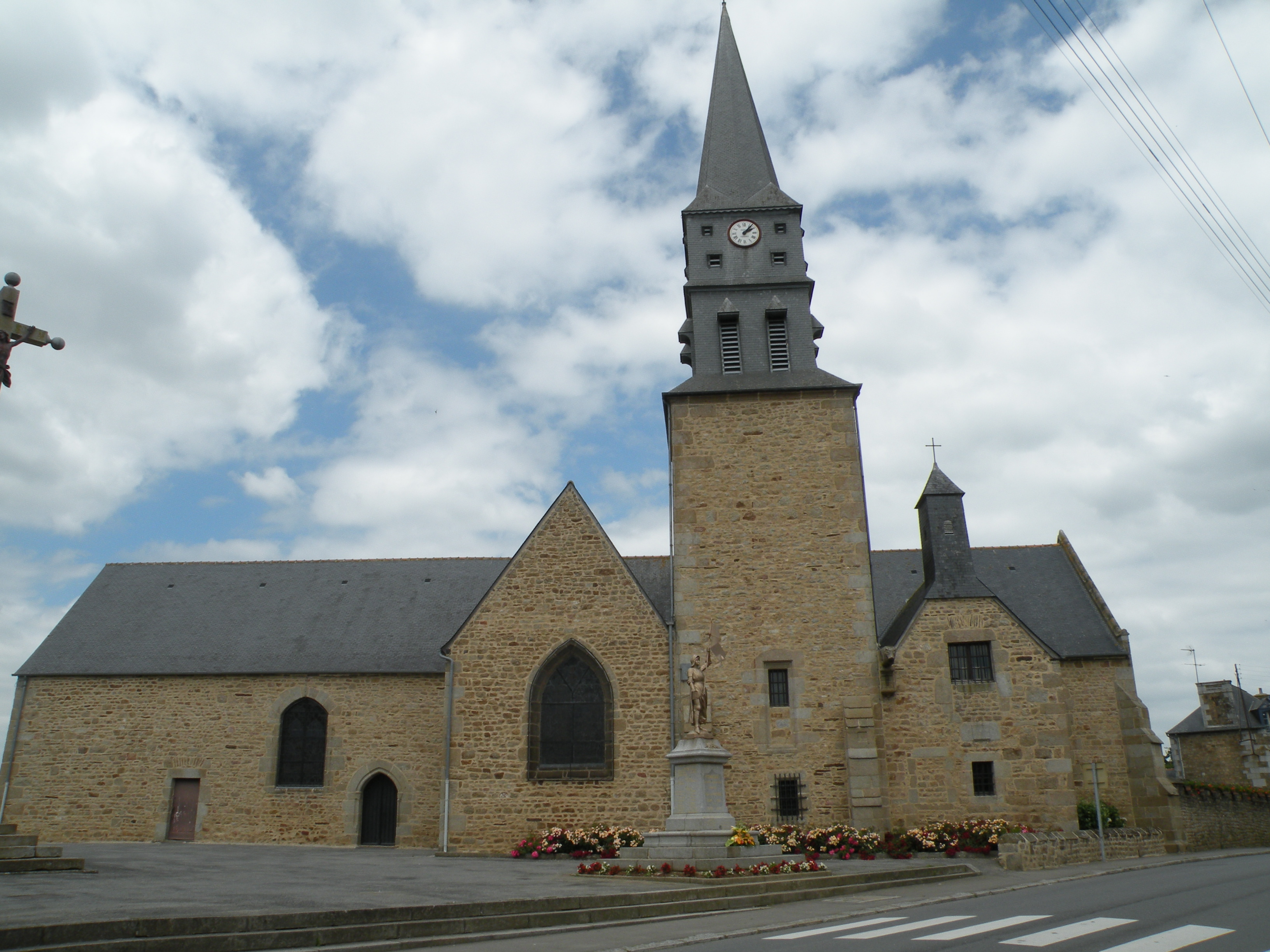
L'église Sainte-Anne.
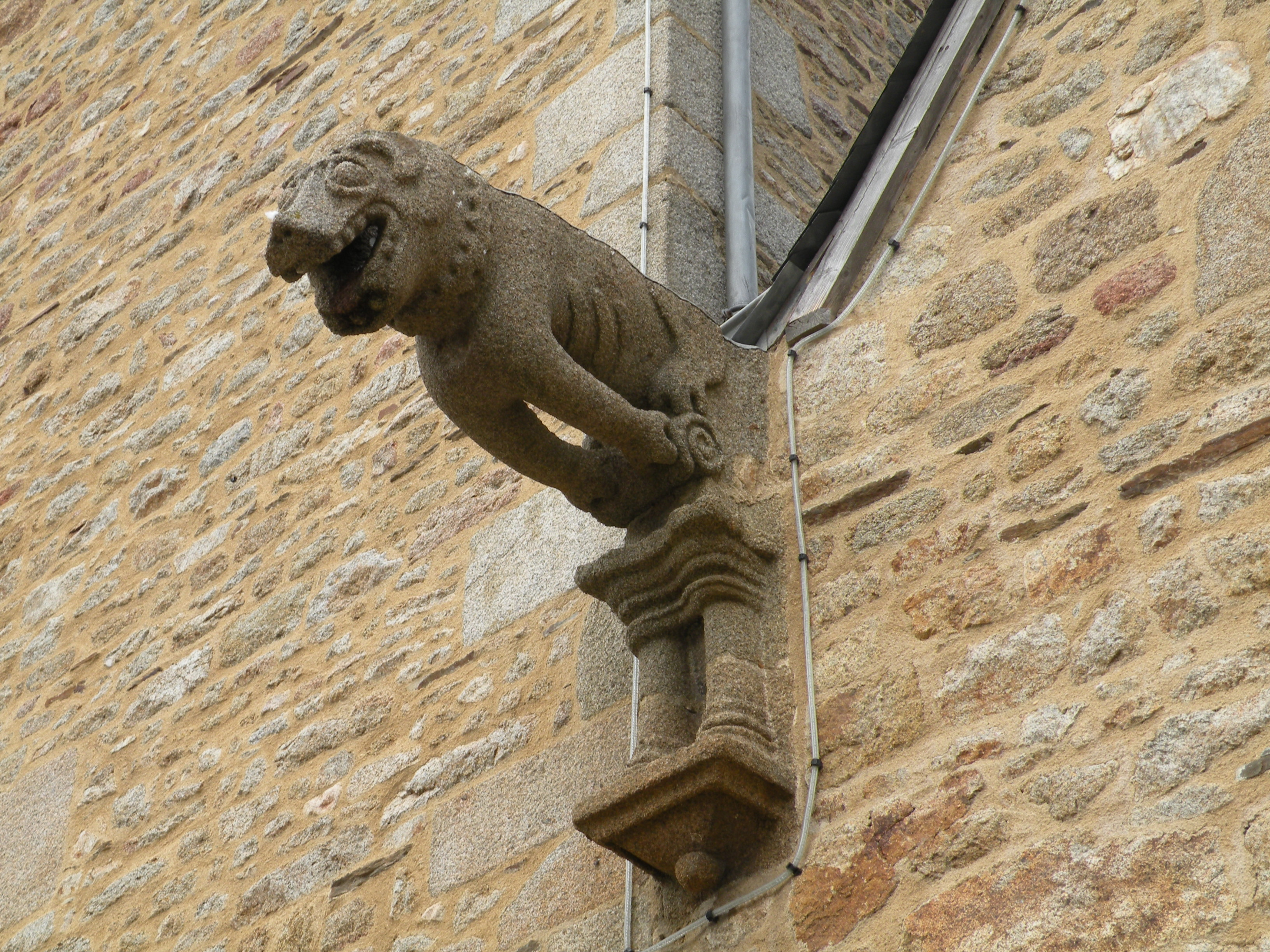
Gargouille de l'église.
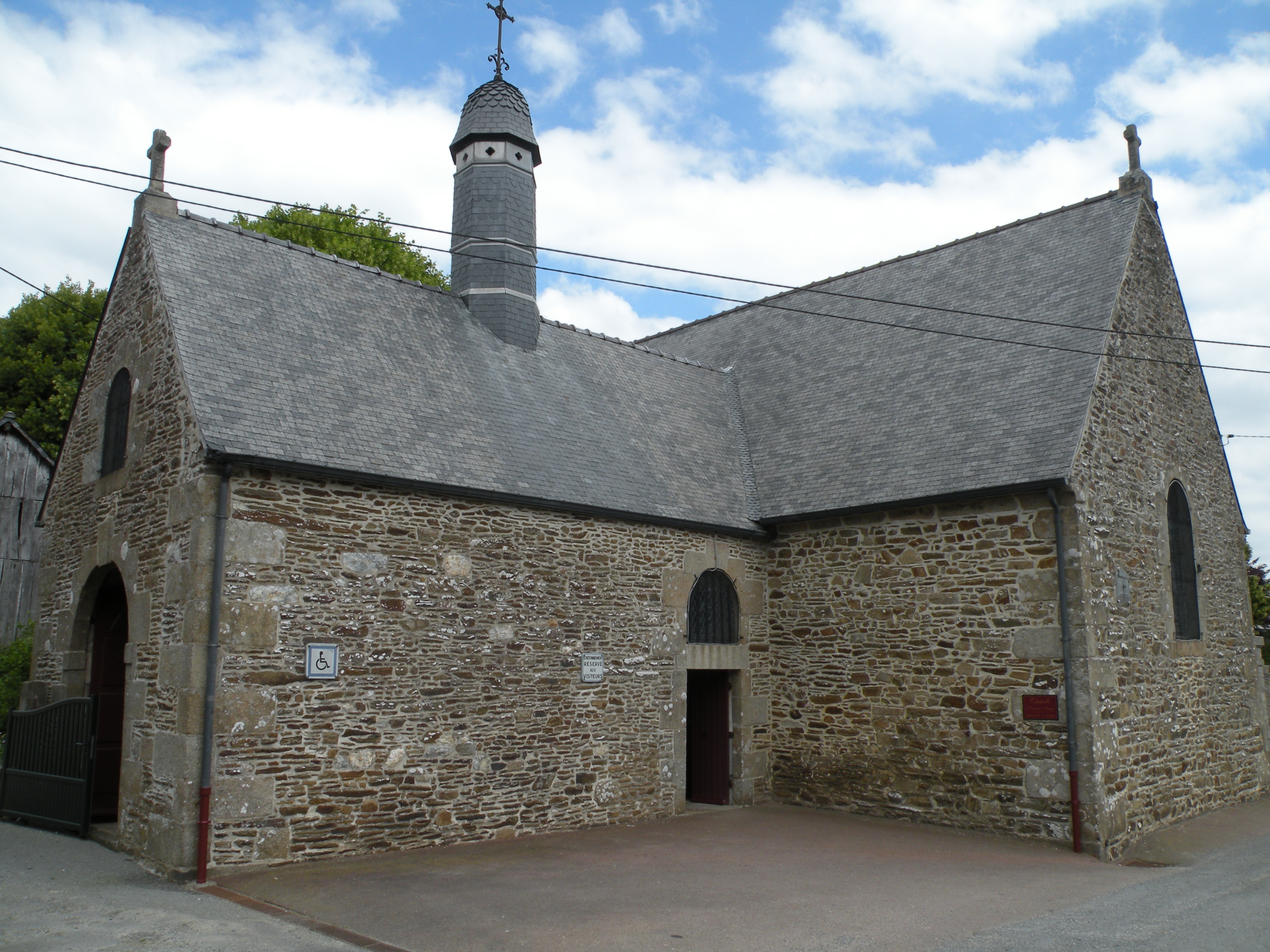
La chapelle Sainte-Anne, sur la route de Fougères.

La commune compte un seul monument historique protégé :
- L'église Sainte-Anne, construite au XVe siècle. Bien que remaniée au XIXe, elle compte encore de nombreux éléments d'origine. Elle a été inscrite par arrêté du 11 juin 1926[42].

## Jumelages
- Apoldu de Jos (Roumanie) ;
- Horndon-on-the-Hill (Royaume-Uni).

## Personnalités liées à la commune
- Émile Guérinel (né en 1929 à Romagné), ancien coureur cycliste, deux fois vainqueur du Grand Prix de Plouay (1951 et 1952). Il a participé aux Tours de France 1953 et 1954.
- Amand Bouvier (né en 1913 à Romagné), peintre et dessinateur français.